# Byrrhinus schoutedeni
Byrrhinus schoutedeni är en skalbaggsart som först beskrevs av Maurice Pic 1952.  Byrrhinus schoutedeni ingår i släktet Byrrhinus och familjen lerstrandbaggar. Inga underarter finns listade i Catalogue of Life.